# Aneptoporus grantii
Aneptoporus grantii är en mångfotingart som först beskrevs av Pocock 1899.  Aneptoporus grantii ingår i släktet Aneptoporus och familjen Oxydesmidae. Inga underarter finns listade i Catalogue of Life.